# Soffritto
Il soffritto o battuto è una base per sughi di carne o di pesce. È impiegato per condire molti tipi di pasta o risotti, contorni quali verdure stufate, secondi di carne (come lo spezzatino o la carne brasata) e secondi di pesce. 
L'insieme di verdure più comunemente usato come base del soffritto viene talvolta chiamato mirepoix.

## Preparazione
È composto di grasso e un trito di "odori", cioè verdure o erbe aromatiche fresche e spezie secche. Il grasso è solitamente olio d'oliva, burro, lardo, pancetta o guanciale. Il trito può essere di scalogno, porro,  cipolla o aglio.  
Per ragù, secondi di carne, zuppe o altro, spesso si aggiungono carota e sedano (mirepoix). A volte il soffritto prevede funghi, peperoni o pomodori tritati finemente.
Le erbe aromatiche in alcuni casi (rosmarino, salvia, alloro) vengono soffritte, in altri (basilico, prezzemolo) sono aggiunte in seguito. Alcuni aromi (alloro, aglio) spesso vengono  soffritti interi e poi tolti.

## Varianti

### Cucina emiliana e romagnola
Il soffritto di sedano, carote e cipolla è alla base del ragù, che in queste zone è il condimento per antonomasia della pasta asciutta, e che in molti dialetti locali viene chiamato semplicemente "soffritto" (sufret). 
In Romagna il soffritto è anche la base per la preparazione del brodo matto (minestra vedova), dove viene versato caldo su pasta in cottura in acqua e sale.

### Cucina veneta
Il soffritto viene usato in grande quantità per la preparazione di un piatto tipico veneto, le sarde in saor. Le sardine vengono infarinate, fritte e disposte in una pirofila, alternate ad ogni strato con uno di cipolla saltata in soffritto e sfumata con l'aceto di vino bianco. Vengono consumate a temperatura ambiente.

### Napoli e Calabria
Il soffritto napoletano è tutt'altra cosa. Si tratta di uno stracotto di interiora di vitello, di capretto o di agnello, più raramente di maiale, cucinato con conserva di pomodoro, cipolla, sedano, olio d'oliva ed abbondante peperoncino rosso. È simile al Morzeddhu catanzarese. A Napoli la stessa ricetta nella variante di maiale è ben conosciuta e apprezzata nella cucina popolare con il nome di "zuppa di soffritto" o anche "zuppa forte".
Utilizzata da sola, sul pane o sulla pasta. Viene venduta anche già pronta in macelleria.

### Cucina lucana
In Basilicata il termine "soffritto" indica una preparazione a base di solo fegato di agnello. Il fegato viene grossolanamente affettato, bagnato con vino rosso e fatto friggere, all'interno di un coccio di terracotta, in olio extravergine di oliva insieme a cipolla e foglie di alloro, dopodiché viene coperto con conserva di pomodoro e fatto cuocere lentamente per almeno un'ora. Infine è condito con peperoncino, e portato in tavola molto caldo nel suo stesso coccio.

### Nel mondo

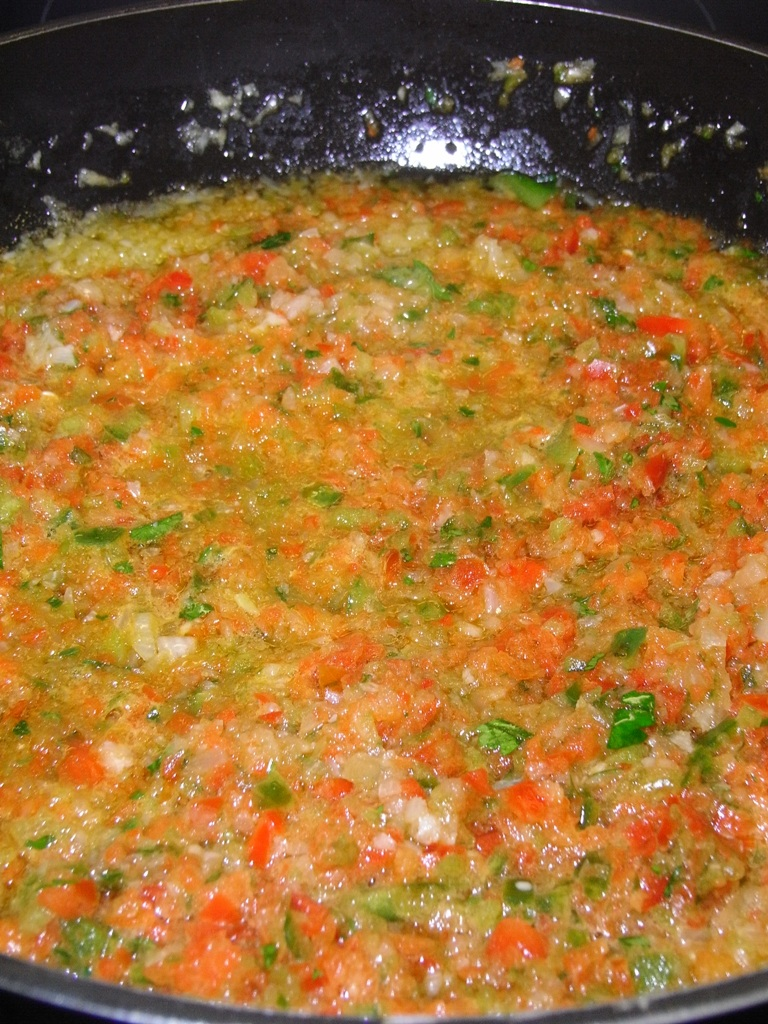
Sofrito spagnolo

In altri paesi, come la Spagna o il Portorico, il soffritto, detto sofrito, è a base di cipolla, aglio, pomodoro, peperoncini ed erbette. Si può mettere sul pane come in Italia si fa con la bruschetta.